# Coise (Rhône)
Coise ist eine französische Gemeinde mit 794 Einwohnern (Stand 1. Januar 2022) im Département Rhône in der Region Auvergne-Rhône-Alpes. Sie gehört zum Arrondissement Lyon und zum Kanton Vaugneray.

## Nachbargemeinden
Nachbargemeinden von Coise sind Saint-Symphorien-sur-Coise im Norden, Larajasse im Osten, Châtelus im Südwesten und Saint-Denis-sur-Coise (Loire) im Westen.

## Weblinks

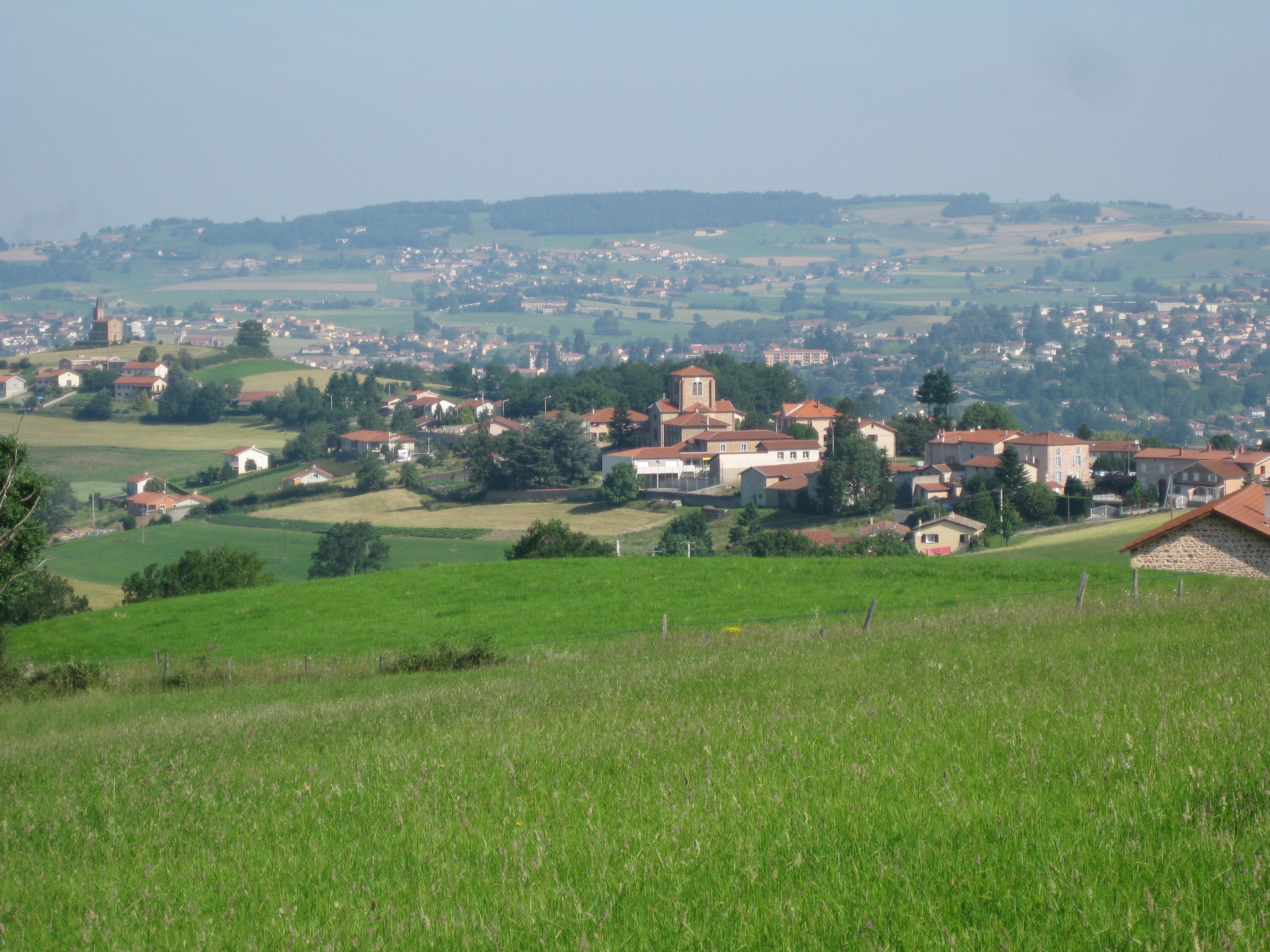
Blick auf Coise

## Bevölkerungsentwicklung
| Jahr                       | 1962 | 1968 | 1975 | 1982 | 1990 | 1999 | 2013 |
| Einwohner                  | 530  | 516  | 488  | 485  | 556  | 616  | 756  |
| Quellen: Cassini und INSEE |      |      |      |      |      |      |      |